# اوتا سوکه‌موتو
اوتا سوکه‌موتو (به ژاپنی: 太田 資始 Ōta Sukemoto); ۲۸ اوت ۱۷۹۹ – ۲۰ ژوئن ۱۸۶۷) سامورایی، دایمیو و روجو اهل ژاپن بود.